# Église Saint-Charles-Borromée de Joinville-le-Pont
Pour les articles homonymes, voir Église Saint-Charles-Borromée.
L'église Saint-Charles-Borromée est une église catholique de Joinville-le-Pont, en France. Elle est consacrée à saint Charles Borromée, zélateur du concile de Trente.

## Localisation
L'entrée de l'église est située 3, rue de Paris à Joinville-le-Pont, dans le Val-de-Marne.

## Historique
La commune de La Branche-du-Pont-de-Saint-Maur dispose, au moment de sa formation en 1790, d’un lieu de culte, la chapelle Saint-Léonard, qui est détruite en 1804.
La Branche-du-Pont-de-Saint-Maur, qui devient Joinville-le-Pont en 1831, constitue une des rares communes du département à ne pas disposer d’un lieu de culte en propre. En 1802, c’est la seule des 78 communes du département de la Seine à ne pas avoir le titre de paroisse ni prêtre desservant. Ses habitants sont rattachés à la paroisse Saint-Nicolas de Saint-Maur .
L'église Saint-Charles-Borromée est construite entre 1856 et 1860 sur des plans de l'architecte Claude Naissant par l’entrepreneur Lucot. Le financement est assuré par la commune et par un prêt sans intérêt du maire, Charles Chapsal . Elle est baptisée du nom de Saint-Charles-Borromée, cardinal archevêque de Milan (1538-1584), à la demande de la veuve de Charles Chapsal.
Elle est érigée en église paroissiale en août 1860. Sa circonscription comprend le territoire entier de la commune de Joinville-le-Pont.
La loi de 1905 transfère la propriété de l’église à l’État. L’inventaire avant le transfert effectif a lieu le 20 février 1906.
En 2011, une association des Amis de Saint Charles a été fondée.

## Architecture
L’église s’inspire des basiliques avec une charpente apparente et de grandes arcades reposant sur colonnes. Le chœur est néo-gothique. Le plan est allongé à trois vaisseaux.

## Mobilier

### Sculptures
- Chemin de croix : le chemin de croix en porcelaine peinte sur cadre en chêne est dû à MM. Dajard et Grehant, de l’atelier du céramiste Jean-Marie Gille [11].

### Peintures
- Saint Léonard de Noblat faisant jaillir une source, Joseph Nicolas Jouy, 1874[11] ;
- Saint Charles Borromée, Joseph Nicolas Jouy, 1874[11].

### Vitraux
L'église contient les vitraux suivants :	
- Ensemble de 18 verrières réalisées par l'atelier parisien du maître verrier Antoine Lusson, 1860[11] ;
- Ensemble de 10 verrières représentant des figures bibliques (saint Pierre, saint Jean, sainte Madeleine, saint Paul, Immaculée Conception) ou des saints (saint Jules, saint Victor, saint Charles Borromée, sainte Adélaïde, saint Louis) réalisées par J. Lapierre et les frères D. et Léon Tournel, 1891-1892[11].

### Autres objets
- Cloche en bronze, provenant de l’ancienne mairie-école de Joinville-le-Pont, réalisée par Neveu Wagner (fondeur) à Paris en 1852[11].